# Miloš Somborski
Miloš Somborski (Zagreb, 1902 — Sarajevo, 1983) bio je arhitekta, urbanista, avangardista, fotograf.

## Biografija
Rođen je u Zagrebu 28. juna 1902. godine. Majka mu je bila učiteljica, Evdokija-Julka Vićentijević (1876-1961) iz Zabrežja kod Obrenovca, u Srbiji. Otac Isidor Somborski (1871-1931) rodom iz Starog Bečeja (tadašnja Austrougarska), bio je bankar i direktor Srpske banke Zagreb (osn. 1895). Evdokija je rodom iz porodice u čijem domu je 1804. godine Prota Mateja Nenadović napisao znamenita diplomatska pisma austrijskim dostojanstvenicima u Prvom srpskom ustanku. Miloš je stekao solidno i široko obrazovanje. Svirao je klavir.
Nije imao dece. Dva puta se ženio. U prvi brak sa Ružicom Milovanović, sekretaricom u Društvu urbanista Srbije, ćerkom Predsednika vlade Kraljevine Srbije Milovana Milovanovića (1911-1912) je ušao kao stariji neženja. Brak se neslavno završio razvodom. Drugi brak je imao sa Milenom Bošnjak, koja je bila profesor na Sarajevskom univerzitetu. Milena je poginula u Dubrovniku 1991. Miloševa starija rodjena sestra Vidosava (1896-1961) je bila udata za Svetozara Varićaka (1894-1932), doktora hemije koji je stanovao kod Alberta i Mileve Ajnštajn u Cirihu tokom studija. Svetozar je bio autor više stručnih radova: napisao je 1917. godine „Počela fotografije“, stručni priručnik za fotografe. Druga sestra Ruža, bila je udata za Boška Pavlovića, visokog policijskog službenika Kraljevine Jugoslavije. Radio je kao pomoćnik ministra u Nedićevoj vladi. Streljan je nakon presude u sudskom procesu Draži Mihajlović i ostalima.Obe sestre su imale po jedno žensko dete. Danas nemaju naslednike. Miloš Somborski je kupio u svojim poznim godinama istorijsku Sabo-Djordji palaču u Mokošici kod Dubrovnika. U njoj je održan poslednji senat Dubrovačke vlastele 18. januara 1814. godine. Palaču je restaurirao.
Gotovo slep, Miloš Somborski je umro 10. februara 1983. godine u Mokošici. Sahranjen je u Sarajevu 12. februara 1983. godine.

## Avangardni period
Kao mladić bio je član avangardne skupine „Traveleri” (osn. 1922). Predsednik je bio Čedomil Plavšić (1902-1987), a ostali članovi: Josip Seissel, Miha Schon, Dragutin Herjanić, Zvonimir Megler, Dušan Plavšić jr. i Višnja Kranjčević. Svi su bili iz uglednih zagrebačkih porodica. Miloš je bio zadužen za fotografiju. „Traveleri” se smatraju začetnicima dadaističkih manifestacija na prostoru bivše Jugoslavije: bavili su se nekom vrstom performansa, pisali su tekstove, radili kolaže, voleli jazz, težili su da izbrišu granice između života i umetnosti. Zbog namerne provokativnosti i šokantnosti zenitističko-futurističko-konkstruktivističke predstave „Oni će doći”, izvedene u Prvoj realnoj gimnaziji (sada Muzej Mimara) u Zagrebu 1922. godine, morali su da napuste svoje škole po nalogu direktora. Većinom su prešli u Beograd. Ljubomir Micić (1895-1971), tvorac avangardnog (pokreta) časopisa Zenit (Zagreb 1921-Beograd 1926) predstavu je proglasio zenitističkom u broju 24. Zenita i najavio zenitističku karijeru Josipa Seissela (1904-1987), bliskog Miloševog prijatelja i saradnika.
„Traveleri“ su vodili dnevnik Almanah koji sadrži manifest, prepisku, dadaističko-konstruktivističke kolaže, poeziju i dr. iz desetogodišnjeg perioda aktivnog rada skupine. Almanah je čuvala porodica Plavšić, sada je u kolekciji Muzeja avangardne umjetnosti u Zagrebu. U Narodnom muzeju u Beogradu, u okviru zaostavštine Ljubomira Micića, nalazi se kolaž „Milomborsk“ Josipa Seisela (očevidno posvećen Milošu Somborskom), kao i delo „Bajadera” na kojem su ispisana imena Klek (zenitistički pseudonim Josipa Seissela) i Miloš. „Bajaderu” i još 4 Seisselova rada pod nazivom „Igrajuće karte“ iz nekadašnje kolekcije Miloša Somborskog, naslednici su prodali Narodnom muzeju u Beogradu. Muzej suvremene umjetnosti u Zagrebu izlaže čuveni rad J. Seisela „Pafama”, koji se smatra za prvo apstraktno delo jugoistočne Evrope. Zaostavštinu Josipa Seissela je Zagrebu poklonila Silvana Seissel (1912-2010), Josipova supruga i sestra Čedomila Plavšića. U Matičnoj biblioteci Istočno Sarajevo je veći deo književnog fonda Miloša Somborskog, koji su naslednici ustupili. Na Zabrežju u okviru Kolekcije „Perilo”, se nalaze veliki deo zaostavštine Miloša Somborskog: fotografije, dokumentacija, diplome i priznanja među kojima je i Oktobarska nagrada grada Beograda iz 1968. godine za izgradnju Novog Beograda.
"Traveleri" su ostali u komunikaciji do kraja svojih života. Miloš je zamišljao da u palači u Dubrovniku obnovi druženje "Travelera“. Zaostavština „Travelera“ na Zabrežju je inspirisala omladinski džez/alternativni festival „Oslobadjanje”.

## Urbanizam i arhitektura
Miloš Somborski je diplomirao 1929. godine prvim radom iz urbanizma u istoriji Arhitektonskog odseka Tehničkog fakulteta u Zagrebu. Rad je realizovao zajedno sa Josipom Seiselom - „Rješenje problema očuvanja i organizacije zagrebačkog Gornjeg grada i Kaptola”. Rad je sledeće godine prof. Hugo Erlich predložio gradu Zagrebu na usvajanje. Somborski je bio pionir urbanizma kao posebne grane arhitekture i osnivač prve jugoslovneske Katedre za urbanizam na Arhitektonskom fakultetu u Sarajevu nakon Drugog svetskog rata. Radio je kao dekan Arhitektonskog fakulteta u Sarajevu; direktor Urbanističkog zavoda NR Srbije, direktor Urbanističkog zavoda Beograda. Od važnijih radova ističe se GUP Beograda iz 1950, GUP Podgorice iz 1957, uređenje Luke Bar itd. Između ostalog, bio je autor vile u Beogradu, u Smedervskoj ulici broj 7.